# Вали Хед (Алабама)
Вали Хед (енгл. Valley Head) град је у америчкој савезној држави Алабама. По попису становништва из 2010. у њему је живело 558 становника.

## Демографија
Према попису становништва из 2010. у граду је живело 558 становника, што је 53 (8,7%) становника мање него 2000. године.
| Група             | 2000.       | 2010.       |
| Белци             | 554 (90,7%) | 509 (91,2%) |
| Афроамериканци    | 14 (2,3%)   | 10 (1,8%)   |
| Азијати           | 1 (0,2%)    | 1 (0,2%)    |
| Хиспаноамериканци | 14 (2,3%)   | 17 (3,0%)   |
| Укупно            | 611         | 558         |